# Stanisław Zybała (dziennikarz)
Stanisław Zybała (ur. 1919 w Hamborn w Westfalii, zm. 17 lutego 2010 w Ottawie) – podporucznik, polski dziennikarz, osiadły po II wojnie światowej w Kanadzie.

## Życiorys
Rodzina Zybałów krótko po urodzeniu Stanisława powróciła z Niemiec (emigracja zarobkowa) do rodzimej Wielkopolski i osiadła w Ostrowie Wielkopolskim.
Absolwent Gimnazjum im. Piłsudskiego w Ostrowie (matura 1938). Publikował na łamach gimnazjalnego pisma Promień oraz do Orędownika Ostrowskiego. W 1937 został laureatem konkursu lwowskiego pisma Filomata.
Po maturze, do 1939, odbywał przeszkolenie na Dywizyjnym Kursie Podchorążych Rezerwy 25 Dywizji Piechoty w Szczypiornie, którą ukończył ze stopniem kaprala podchorążego rezerwy piechoty. Następnie rozpoczął służbę w 60 Pułku Piechoty Wielkopolskiej w Ostrowie, z którym po wybuchu wojny wyruszył w Polskę. Dowodził plutonem w walkach pod Łęczycą (bitwa nad Bzurą) i Warszawą. Ranny w boju, po wyjściu ze szpitala przedostał się do z powrotem do Ostrowa. W 1941 postanowił przedostać się na Zachód przez terytorium Rzeszy (Austria) i dalej przez Jugosławię. Po upadku tej ostatniej zadecydował o pozostaniu w Niemczech i korzystając z doskonałej znajomości języka niemieckiego przebywał tam i pracował do końca wojny.
W 1945 przedostał się na teren amerykańskiej strefy okupacyjnej, do Bawarii i pozostawał tam do 1948 między innymi służąc w polskich kompaniach wartowniczych, ucząc w gimnazjum i w końcu pełniąc funkcję dyrektora wykonawczego Międzynarodowego Komitetu Uchodźców Politycznych. Publikował też wówczas artykuły, wiersze i reportaże w bawarskiej prasie polskiej.
W 1948 udał się do Kanady. Początkowo pracował jako redaktor w wydawanej przez oo. Oblatów w Winnipeg Gazecie Polskiej. Zmienił charakter pisma dodając mu "bojowości". W 1950 Związek Narodowy Polski postanowił wydawać własny organ prasowy – Głos Polski. Stanisławowi Zybale zaproponowano objęcie stanowiska redaktora naczelnego. Tu również nadawał pismu bardziej wyrazisty ton. O jego pracy w Głosie Polskim publicysta emigracyjny Adam Tomaszewski pisał: dziennikarz z woli Boskiej i losów zrządzenia (...), cięty satyryk i felietonista, potrafił zjednywać sobie ludzi, osobistym urokiem podbijać starą i nową emigrację, łagodzić wybuchające wciąż konflikty między starymi i nowymi "Kanadyjczykami" (...).
W 1956 zrezygnował z pracy dziennikarza. Pełnił odtąd funkcję urzędnika federalnego, zajmował się sprawami kulturalnymi poszczególnych nacji zamieszkujących Kanadę. Był doradcą ministra wielokulturowości w rządzie kanadyjskim, zastępcą dyrektora wydziału wielokulturowości w Sekretariacie Stanu. Od 1984 emerytowany.